# Túi thơ Hải Nam
Túi thơ Hải Nam, danh pháp khoa học Gastrochilus hainanensis, là một loài cây thuộc chi Gastrochilus, họ Orchidaceae. Cây này sinh sống ở đảo Hải Nam và Việt Nam.